# SummerSlam (1993)
SummerSlam (1993) — щорічне pay-per-view шоу «SummerSlam», що проводиться федерацією реслінгу WWE. Шоу відбулося 30 серпня 1993 року в Палас-оф-Аубурн-Гіллс у Оберн-Гіллс, Мічиган, США. Це було шосте шоу в історії «SummerSlam». Під час шоу відбулося десять матчів та ще один перед показом.